# Liste der Kulturdenkmale in Köthen (Anhalt)
In der Liste der Kulturdenkmale in Köthen (Anhalt) sind alle Kulturdenkmale der Stadt Köthen (Anhalt) (Landkreis Anhalt-Bitterfeld) aufgelistet. Grundlage ist das Denkmalverzeichnis des Landes Sachsen-Anhalt, das auf Basis des Denkmalschutzgesetzes des Landes Sachsen-Anhalt vom 21. Oktober 1991 durch das Landesamt für Denkmalpflege und Archäologie Sachsen-Anhalt erstellt und seither laufend ergänzt wurde (Stand: 31. Dezember 2022).

## Kulturdenkmale nach Ortsteilen

### Köthen (Anhalt)
| Lage | Bezeichnung                                   | Beschreibung | Erfassungs- nummer | Ausweisungsart                | Bild                      |
| --- | --------------------------------------------- | --- | ------------------ | ----------------------------- | ------------------------- |
| Ortsausgang nach Porst (Karte) | Distanzstein                                  | | 094 70848          | Baudenkmal                    | Weitere Bilder            |
| Akazienstraße 6, 7 (Karte) | Wohnhaus                                      | | 094 70615          | Baudenkmal                    | Wohnhaus                  |
| Akazienstraße 12 (Karte) | Villa                                         | | 094 70611          | Baudenkmal                    | Villa                     |
| Akazienstraße 13a (Karte) | Villa                                         | | 094 70939          | Baudenkmal                    | Villa                     |
| Akazienstraße 16 (Karte) | Villa                                         | | 094 70614          | Baudenkmal                    | Villa                     |
| Am Flugplatz 1 (Karte) | Flugplatz                                     | | 094 70561          | Baudenkmal                    | Weitere Bilder            |
| Am Flugplatz 1 an der Ostzufahrt zum Gelände (Karte) | Hangar                                        | | 094 70963          | Baudenkmal                    | Hangar                    |
| Am Holländer Weg, östlich der Bahnsteige des Bahnhofes (Karte) | Umspannwerk                                   | | 094 71299          | Baudenkmal                    | Umspannwerk               |
| Am Holländer Weg 24 (Karte) | Bahnbetriebswerk                              | | 094 70571          | Baudenkmal                    | Weitere Bilder            |
| Am Wasserturm Ecke Lohmannstraße (Karte) | Wasserturm mit Wärterhaus                     | | 094 17551          | Baudenkmal                    | Wasserturm mit Wärterhaus |
| Antoinettenstraße 1 (Karte) | Wohnhaus                                      | | 094 18234          | Baudenkmal                    | Wohnhaus                  |
| Antoinettenstraße 19 (Karte) | Wohnhaus                                      | | 094 70564          | Baudenkmal                    | Wohnhaus                  |
| Antoinettenstraße 19a (Karte) | Villa                                         | | 094 70565          | Baudenkmal                    | Villa                     |
| Antoinettenstraße 25 (Karte) | Wohnhaus                                      | | 094 70566          | Baudenkmal                    | Wohnhaus                  |
| Aribertstraße 4, 5, 6, 7, 8, 9, 10, 11, 37, 38, 39, 40, 41, 42, 43, 44 (Karte) | Straßenzug                                    | | 094 70631          | Denkmalbereich                | Weitere Bilder            |
| Aribertstraße 18b (Karte) | Wohnhaus                                      | | 094 18186          | Baudenkmal                    | Wohnhaus                  |
| Aribertstraße 44 (Karte) | Wohnhaus                                      | | 094 70917          | Baudenkmal                    | Wohnhaus                  |
| Augustenstraße 1 (Karte) | Schule                                        | Augustenschule, Freie Schule Anhalt | 094 71470          | Baudenkmal                    | Weitere Bilder            |
| Augustenstraße 7 (Karte) | Wohnhaus                                      | | 094 17542          | Baudenkmal                    | Weitere Bilder            |
| Augustenstraße 70 (Karte) | Wohnhaus                                      | | 094 17541          | Baudenkmal                    | Wohnhaus                  |
| Baasdorfer Straße 1, 2, 3, 4, 5, 6, 7, 8, 43, 44, 45, 46, 47, 48, 49, 50, Mühlenstraße 47, zwischen Bärteichpromenade und Mühlenstraße (Karte) | Straßenzug                                    | | 094 70567          | Denkmalbereich                | Straßenzug                |
| Baasdorfer Straße 11 (Karte) | Wohnhaus                                      | | 094 70568          | Baudenkmal                    | Wohnhaus                  |
| Baasdorfer Straße 12 (Karte) | Wohnhaus                                      | | 094 70569          | Baudenkmal                    | Wohnhaus                  |
| Baasdorfer Straße 13 (Karte) | Wohnhaus                                      | | 094 70573          | Baudenkmal                    | Weitere Bilder            |
| Baasdorfer Straße 14 (Karte) | Wohnhaus                                      | | 094 70574          | Baudenkmal                    | Wohnhaus                  |
| Baasdorfer Straße 18 (Karte) | Wohnhaus                                      | | 094 17540          | Baudenkmal                    | Wohnhaus                  |
| Baasdorfer Straße 19 (Karte) | Wohnhaus                                      | | 094 70570          | Baudenkmal                    | Wohnhaus                  |
| Baasdorfer Straße 31 (Karte) | Villa                                         | | 094 17550          | Baudenkmal                    | Villa                     |
| Baasdorfer Straße 33 (Karte) | Villa                                         | | 094 17549          | Baudenkmal                    | Weitere Bilder            |
| Baasdorfer Straße 35 (Karte) | Fabrik                                        | | 094 17548          | Baudenkmal                    | Fabrik                    |
| Bachplatz (Karte) | Platz                                         | Bachplatz | 094 09861          | Denkmalbereich                | Platz                     |
| Bachplatz (Karte) | Denkmal                                       | Denkmal für Johann Sebastian Bach mit Bachbrunnen, 1885 von dem Berliner Bildhauer Heinrich Pohlmann geschaffen | 094 70608          | Baudenkmal                    | Weitere Bilder            |
| Bahnhofsplatz (Karte) | Platz                                         | | 094 71386          | Denkmalbereich                | Weitere Bilder            |
| Bahnhofsplatz (Karte) | Bahnhof                                       | | 094 06272          | Baudenkmal                    | Weitere Bilder            |
| Bahnhofsplatz Ecke Friedrich-Ebert-Straße (Karte) | Brunnen                                       | Neptunbrunnen | 094 70597          | Baudenkmal                    | Weitere Bilder            |
| Bahnhofsplatz 1–4 (Karte) | Empfangsgebäude                               | | 094 71387          | Baudenkmal                    | Weitere Bilder            |
| Bahnhofsplatz 5–7 nördlich neben dem Empfangsgebäude (Karte) | Empfangsgebäude                               | | 094 70941          | Baudenkmal                    | Weitere Bilder            |
| Bahnhofsplatz, Friedrich-Ebert-Straße 26 (Karte) | Speicher                                      | | 094 71479          | Baudenkmal                    | BW                        |
| Bahnhofstraße (Karte) | Einfriedung                                   | | 094 71253          | Baudenkmal                    | Einfriedung               |
| Bernburger Straße (Karte) | Angelika-Hartmann-Denkmal                     | 1914 errichtetes Denkmal für die Pädagogin Angelika Hartmann | 094 17536          | Baudenkmal                    | Weitere Bilder            |
| Bernburger Straße 2 (Karte) | Wohnhaus                                      | Sogen. Eichendorff-Haus, in dem der Dichter Joseph Freiherr von Eichendorff zeitweise in den Jahren 1848 und 1855 weilte, erworben durch dessen Tochter; klassizistisch-biedermeierliches Landhaus mit Krüppelwalmdach und zentraler Fledermausgaube, betont durch eine kleine Vorhalle mit eingestellten dorischen Säulen         | 094 70588          | Baudenkmal                    | Weitere Bilder            |
| Bernburger Straße 19 (Karte) | Wohnhaus                                      | | 094 18063          | Baudenkmal                    | Wohnhaus                  |
| Bernburger Straße 20 (Karte) | Wohnhaus                                      | | 094 18064          | Baudenkmal                    | Wohnhaus                  |
| Bernburger Straße 51 (Karte) | Villa                                         | | 094 70590          | Baudenkmal                    | Villa                     |
| Bernburger Straße 52–57 (Karte) | Hochschulgebäude                              | Sogen. Rotes Gebäude | 094 17521          | Baudenkmal                    | Weitere Bilder            |
| Bernburger Straße 52–57 (Karte) | Hochschulgebäude                              | Sogen. Grünes Gebäude | 094 70630          | Baudenkmal                    | Hochschulgebäude          |
| Buschteich (Karte) | Denkmal                                       | August-Hooff-Denkmal | 094 70591          | Baudenkmal                    | Denkmal                   |
| Buttermarkt 1 (Karte) | Verwaltungsgebäude                            | 1865 als Stadthaus für Verwaltungszwecke nach einem Entwurf des königlich-preußischen Baumeisters Carl Adolf August Messow gebaut, dreigeschossiger flachgedeckter spätklassizistischer Bau mit Portikus, Mezzanin und flachem Walmdach                                                                                            | 094 70575          | Baudenkmal                    | Verwaltungsgebäude        |
| Buttermarkt 15 (Karte) | Wohn- und Geschäftshaus                       | | 094 12337          | Baudenkmal                    | Weitere Bilder            |
| Bärplatz 6/7 (Karte) | Wohn- und Geschäftshaus                       | Sogen. Schwerdtfegerhaus, erbaut 1901-1903 durch den Seilermeister Albert Schwerdtfeger, repräsentativer Putzbau mit reicher Werksteingliederung, steilen Schweifgiebeln, Erker sowie Balkonen und Eckloggien | 094 10517          | Baudenkmal                    | Wohn- und Geschäftshaus   |
| Bärteichpromenade, zwischen Hallescher und Wallstraße (Karte) | Stadtmauer                                    | | 094 70577          | Baudenkmal                    | Stadtmauer                |
| Bärteichpromenade 2 (Karte) | Wohnhaus                                      | | 094 71493          | Baudenkmal                    | Weitere Bilder            |
| Bärteichpromenade 6a (Karte) | Wohnhaus                                      | | 094 70578          | Baudenkmal                    | Weitere Bilder            |
| Bärteichpromenade 7 (Karte) | Wohnhaus                                      | | 094 70579          | Baudenkmal                    | Weitere Bilder            |
| Bärteichpromenade 8 (Karte) | Wohnhaus                                      | | 094 70580          | Baudenkmal                    | Weitere Bilder            |
| Bärteichpromenade 8a (Karte) | Wohnhaus                                      | | 094 70581          | Baudenkmal                    | Weitere Bilder            |
| Bärteichpromenade 9 (Karte) | Wohnhaus                                      | | 094 70582          | Baudenkmal                    | Wohnhaus                  |
| Bärteichpromenade 12a (Karte) | Wohnhaus                                      | | 094 17544          | Baudenkmal                    | Weitere Bilder            |
| Bärteichpromenade 12b, 12c (Karte) | Hospital                                      | Hospital St. Jacob | 094 17543          | Baudenkmal                    | Weitere Bilder            |
| Bärteichpromenade 24 (Karte) | Wohnhaus                                      | | 094 70583          | Baudenkmal                    | Wohnhaus                  |
| Bärteichpromenade 25 (Karte) | Villa                                         | Villa Wagner, 1898 für den Inhaber der Knochenleimfabrik, Max Wagner, erbaut, reich gestaffelte Dachlandschaft aus verschiedenen Giebel- und Dachformen im Sinne eines malerischen Architektureffekts | 094 70584          | Baudenkmal                    | Villa                     |
| Bärteichpromenade 26 (Karte) | Wohnhaus                                      | | 094 70629          | Baudenkmal                    | Weitere Bilder            |
| Bärteichpromenade 28 (Karte) | Wohnhaus                                      | | 094 71192          | Baudenkmal                    | Weitere Bilder            |
| Bärteichpromenade 28a (Karte) | Villa                                         | | 094 80853          | Baudenkmal                    | Villa                     |
| Bärteichpromenade 31 (Karte) | Wohnhaus                                      | | 094 70775          | Baudenkmal                    | Wohnhaus                  |
| Bärteichpromenade 34 (Karte) | Villa                                         | | 094 70586          | Baudenkmal                    | Weitere Bilder            |
| Bärteichpromenade 35 (Karte) | Villa                                         | Wittigsche Villa, repräsentatives Anwesen des früheren Köthener Kaffeefabrikanten Louis Wittig, straßenbildprägend besteht das Anwesen aus der Fabrikantenvilla, Kontor-, Fabrik- und Remisengebäuden und einem Park | 094 10523          | Baudenkmal                    | Weitere Bilder            |
| Bärteichpromenade, Goethestraße, Joachimallee, Fasanerieallee, angrenzende Straßen: im Süden Bärteichpromenade, Goethestraße, im Osten Joachimallee, im Norden Fasanerieallee, im Westen grenzt sie an die Kleingärten östlich der Stresemannstraße (Karte)                     | Fasanerie                                     | | 107 50001          | Baudenkmal                    | Weitere Bilder            |
| Brauhausplatz 4 (Karte) | Wohn- und Geschäftshaus                       | Wohn- und Geschäftshaus |                    | Baudenkmal                    | Weitere Bilder            |
| Dessauer Straße 4 (Karte) | Wohnhaus                                      | | 094 18054          | Baudenkmal                    | Wohnhaus                  |
| Dessauer Straße 5 (Karte) | Wohnhaus                                      | | 094 18053          | Baudenkmal                    | Wohnhaus                  |
| Dessauer Straße 6 (Karte) | Wohnhaus                                      | | 094 18052          | Baudenkmal                    | Wohnhaus                  |
| Dessauer Straße 22 (Karte) | Wohnhaus                                      | | 094 71499          | Baudenkmal                    | BW                        |
| Dessauer Straße 23 (Karte) | Wohnhaus                                      | | 094 18051          | Baudenkmal                    | Wohnhaus                  |
| Dessauer Straße 29 (Karte) | Wohnhaus                                      | | 094 18055          | Baudenkmal                    | Wohnhaus                  |
| Dr.-Krause-Straße 34, 34a (Karte) | Einfriedung                                   | | 094 71252          | Baudenkmal                    | Einfriedung               |
| Dr.-Krause-Straße 31 (Karte) | Villa                                         | Sogen. Krause-Villa, ehemalige Wohn- und Wirkungsstätte des Chemikers Georg Krause, ca. 1880-1890 erbauter dreigeschossiger repräsentativer Putzbau mit Mansarddach im Stil französisch geprägter Neorenaissance | 094 70593          | Baudenkmal                    | Villa                     |
| Dr.-Krause-Straße 35 (Karte) | Werdesche Malzfabrik                          | | 094 17553          | Baudenkmal                    | Weitere Bilder            |
| Dr.-Krause-Straße 69 (Karte) | Wohn- und Geschäftshaus                       | | 094 70623          | Baudenkmal                    | Wohn- und Geschäftshaus   |
| Edderitzer Straße (Karte) | Denkmal                                       | | 094 70560          | Baudenkmal                    | BW                        |
| Edderitzer Straße 7 | Bauernhof                                     | Bauernhof 2022 als Baudenkmal ausgewiesen. | 094 18856          | Baudenkmal                    |                           |
| Fasanerie 2 (Karte) | Stall, Forsthaus                              | | 094 70926          | Baudenkmal                    | Stall, Forsthaus          |
| Fasanerieallee 1 (Karte) | Villa                                         | | 094 70594          | Baudenkmal                    | Weitere Bilder            |
| Fasanerieallee 7 (Karte) | Villa                                         | | 094 70596          | Baudenkmal                    | Villa                     |
| Franzstraße 27a (Karte) | Wohnhaus                                      | | 094 70632          | Baudenkmal                    | BW                        |
| Friedhofstraße, Bärteichpromenade, Hallesche Straße (Karte) | Park                                          | Friedenspark | 094 10045          | Baudenkmal                    | Weitere Bilder            |
| Friedhofstraße 24 (Karte) | Wohnhaus                                      | | 094 70740          | Baudenkmal                    | Wohnhaus                  |
| Friedhofstraße 26 (Karte) | Wohnhaus                                      | | 094 70739          | Baudenkmal                    | Wohnhaus                  |
| Friedrich-Ebert-Straße 17 (Karte) | Wohnhaus                                      | | 094 12340          | Baudenkmal                    | Wohnhaus                  |
| Friedrich-Ebert-Straße 21 (Karte) | Postamt                                       | | 094 71391          | Baudenkmal                    | Postamt                   |
| Friedrich-Ebert-Straße 22/23 (Karte) | Restaurationsgebäude                          | Hotel Stadt Köthen, 1838-1840 vom Köthener Baumeister Christian Konrad Hengst erbaut; das ursprünglich zweigeschossige Gebäude ist eine ausgedehnte, kastellartige Dreiflügelanlage mit Ecktürmen, zunächst Restaurant für Eisenbahnreisende nebst Konditorei und mehreren Mietwohnungen, 1884 um ein drittes Geschoss aufgestockt | 094 09586          | Baudenkmal                    | Weitere Bilder            |
| Friedrichstraße 1 (Karte) | Wohnhaus                                      | | 094 18037          | Baudenkmal                    | Wohnhaus                  |
| Friedrichstraße 2 (Karte) | Wohnhaus                                      | | 094 18039          | Baudenkmal                    | Wohnhaus                  |
| Friedrichstraße 1a (Karte) | Wohnhaus                                      | | 094 18038          | Baudenkmal                    | Wohnhaus                  |
| Friedrichstraße 33 (Karte) | Schule                                        | | 094 18061          | Baudenkmal                    | Weitere Bilder            |
| Friedrichstraße 45 (Karte) | Wohnhaus                                      | | 094 18058          | Baudenkmal                    | Wohnhaus                  |
| Georgstraße 2a–c (Karte) | Bahnhof                                       | Ehemaliger Berlin-Halberstädter Bahnhof, erbaut 1868/69 | 094 70599          | Baudenkmal                    | Weitere Bilder            |
| Güterseeweg 23 neben dem Friedhof (Karte) | Kahnke-Mühle                                  | | 094 70663          | Baudenkmal                    | Kahnke-Mühle              |
| Hallesche Straße (Karte) | Torturm                                       | Hallescher Turm | 094 17517          | Baudenkmal                    | Weitere Bilder            |
| Hallesche Straße 1 (Karte) | Wohn- und Geschäftshaus                       | | 094 70601          | Baudenkmal                    | Wohn- und Geschäftshaus   |
| Hallesche Straße 15, 15a (Karte) | Pfarrhaus                                     | | 094 71165          | Baudenkmal                    | Weitere Bilder            |
| Hallesche Straße 62a (Karte) | Wohnhaus                                      | | 094 70602          | Baudenkmal                    | Wohnhaus                  |
| Hinter der Mauer (Karte) | Straßenzug                                    | Gasse | 094 17525          | Denkmalbereich                | Straßenzug                |
| Holzmarkt 4 (Karte) | Ackerbürgerhaus                               | Weißes Ross | 094 70957          | Baudenkmal                    | Ackerbürgerhaus           |
| Holzmarkt 6 (Karte) | Wohnhaus                                      | | 094 17539          | Baudenkmal                    | Weitere Bilder            |
| Holzmarkt 7 (Karte) | Wohn- und Geschäftshaus                       | | 094 17534          | Baudenkmal                    | Weitere Bilder            |
| Hubertusteich (Karte) | Park                                          | | 094 70592          | Baudenkmal                    | Park                      |
| Joachimiallee (Karte) | Stadtmauer                                    | | 094 70918          | Baudenkmal                    | Stadtmauer                |
| Kastanienstraße 4 (Karte) | Sonnenuhr                                     | | 094 71332          | Baudenkmal                    | BW                        |
| Kastanienstraße 1b (Karte) | Schule                                        | Kastanienschule | 094 71514          | Baudenkmal                    | Schule                    |
| Kleine Badergasse 1 (Karte) | Wohnhaus                                      | | 094 70866          | Baudenkmal                    | BW                        |
| Lachsfang 9 Ecke Große Badergasse (Karte) | Wohn- und Geschäftshaus                       | | 094 70600          | Baudenkmal                    | Wohn- und Geschäftshaus   |
| Leipziger Straße | Transformatorenstation                        | | 094 71229          | Baudenkmal                    |                           |
| Leipziger Straße 36c (Karte) | Evangelische Martinskirche                    | | 094 17547          | Baudenkmal                    | Weitere Bilder            |
| Leopoldstraße 111 (Karte) | Wohnhaus                                      | | 094 70637          | Baudenkmal                    | Wohnhaus                  |
| Leopoldstraße 19 (Karte) | Wohnhaus                                      | | 094 09587          | Baudenkmal                    | Wohnhaus                  |
| Leopoldstraße 32 (Karte) | Wohnhaus                                      | | 094 85265          | Baudenkmal                    | Wohnhaus                  |
| Leopoldstraße 61 (Karte) | Wohnhaus                                      | | 094 71168          | Baudenkmal                    | Wohnhaus                  |
| Leopoldstraße 89 (Karte) | Wohnhaus                                      | | 094 70635          | Baudenkmal                    | Wohnhaus                  |
| Lindenstraße rechterhand vom Sparkassengebäude (Karte) | Toranlage                                     | | 094 71280          | Baudenkmal                    | Toranlage                 |
| Lindenstraße 10a (Karte) | Bankgebäude                                   | | 094 71167          | Baudenkmal                    | Bankgebäude               |
| Lindenstraße 12, 13, Poststraße 1 (Karte) | Postamt                                       | | 094 70671          | Baudenkmal                    | Weitere Bilder            |
| Lohmannstraße 126 (Karte) | Wohnhaus                                      | | 094 70921          | Baudenkmal                    | BW                        |
| Lohmannstraße 23 (Karte) | Institutsgebäude                              | Pädagogische Hochschule | 094 70502          | Baudenkmal                    | Institutsgebäude          |
| Lohmannstraße 23 im Hof des Institutsgebäude (Karte) | Wohnhaus                                      | Rektorenwohnhaus | 094 71546          | Baudenkmal                    | BW                        |
| Lohmannstraße 30, 31, 32, 33, 34, 35, 35a (Karte) | Straßenzeile                                  | | 094 70634          | Baudenkmal                    | BW                        |
| Lohmannstraße 74 (Karte) | Säule                                         | | 094 71462          | Baudenkmal                    | BW                        |
| Magdeburger Straße (Karte) | Torturm                                       | Magdeburger Turm | 094 17523          | Baudenkmal                    | Weitere Bilder            |
| Magdeburger Straße 5 (Karte) | Wohnhaus                                      | | 094 70654          | Baudenkmal                    | Wohnhaus                  |
| Magdeburger Straße 6 (Karte) | Wohnhaus                                      | | 094 70655          | Baudenkmal                    | Wohnhaus                  |
| Magdeburger Straße 7 (Karte) | Wohnhaus                                      | | 094 70656          | Baudenkmal                    | Wohnhaus                  |
| Magdeburger Straße 18, 18a (Karte) | Wohnhaus                                      | | 094 70651          | Baudenkmal                    | Wohnhaus                  |
| Magdeburger Straße 19 (Karte) | Wohnhaus                                      | | 094 70653          | Baudenkmal                    | Wohnhaus                  |
| Magdeburger Straße 22 (Karte) | Wohnhaus                                      | | 094 70726          | Baudenkmal                    | Wohnhaus                  |
| Magdeburger Straße 24, 25 (Karte) | Stadttor                                      | Torhäuschen des Magdeburger Tores | 094 17524          | Baudenkmal                    | Stadttor                  |
| Magdeburger Straße 39 (Karte) | Wohnhaus                                      | | 094 18103          | Baudenkmal                    | Wohnhaus                  |
| Magdeburger Straße 53 (Karte) | Wohnhaus                                      | | 094 70711          | Baudenkmal                    | Wohnhaus                  |
| Marktplatz (Karte) | Marktplatz                                    | | 094 09859          | Denkmalbereich                | Marktplatz                |
| Marktplatz (Karte) | ev.-ref. Kathedralkirche St. Jacob            | | 094 17516          | Baudenkmal                    | Weitere Bilder            |
| Marktplatz 1 (Karte) | Wohnhaus                                      | | 094 09955          | Baudenkmal                    | Wohnhaus                  |
| Marktplatz 3 (Karte) | Wohnhaus                                      | | 094 09956          | Baudenkmal                    | Wohnhaus                  |
| Marktplatz 10 (Karte) | Wohn- und Geschäftshaus                       | | 094 09957          | Baudenkmal                    | Weitere Bilder            |
| Marktplatz 11 (Karte) | Apotheke                                      | Löwenapotheke | 094 09958          | Baudenkmal                    | Apotheke                  |
| Marktplatz 13 (Karte) | Wohnhaus                                      | | 094 70658          | Baudenkmal                    | Wohnhaus                  |
| Marktplatz 14 (Karte) | Wohnhaus                                      | | 094 70659          | Baudenkmal                    | Weitere Bilder            |
| Marktstraße 4 (Karte) | Wohn- und Geschäftshaus                       | | 094 70660          | Baudenkmal                    | Weitere Bilder            |
| Marktstraße 5 (Karte) | Wohnhaus                                      | | 094 71444          | Baudenkmal                    | Wohnhaus                  |
| Marktstraße 7, Ecke Schlossstraße 1 (Karte) | Wohnhaus                                      | | 094 71482          | Baudenkmal                    | Wohnhaus                  |
| Marktstraße 1, 2, 3 (Karte) | Rathaus                                       | | 094 17537          | Baudenkmal                    | Weitere Bilder            |
| Marktstraße 11 (Karte) | Wohn- und Geschäftshaus                       | | 094 70661          | Baudenkmal                    | Wohn- und Geschäftshaus   |
| Maxdorfer Straße 52 (Karte) | Friedhof Köthen                               | Kommunaler Friedhof | 094 09437          | Baudenkmal                    | Weitere Bilder            |
| Maxdorfer Straße 52 | Feierhalle                                    | Feierhalle auf dem Kommunalen Friedhof | 094 09437 001      | Teilobjekt eines Baudenkmals  | Weitere Bilder            |
| Maxdorfer Straße 52, auf dem Friedhof Köthen | Gedenkstätte                                  | Gedenkstätte auf dem Kommunalen Friedhof, Ehrendenkmal Erster Weltkrieg von 1922 | 094 09437 002      | Teilobjekt eines Baudenkmals  | Gedenkstätte              |
| Maxdorfer Straße (Karte) | Friedhof                                      | Jüdische Friedhöfe in Köthen#Neuer Friedhof / Geschichte | 094 17545          | Baudenkmal                    | Weitere Bilder            |
| Maxdorfer Straße | Feierhalle                                    | Feierhalle auf dem Jüdischen Friedhof | 094 17545 001      | Teilobjekte eines Baudenkmals | Weitere Bilder            |
| Museumsgasse 4/5 (Karte) | Fabrik                                        | Ehemalige Kaffee-Surrogat-Fabrik von Louis Wittig | 094 70587          | Baudenkmal                    | Fabrik                    |
| Mühlenstraße 17 (Karte) | Wohnhaus                                      | | 094 70664          | Baudenkmal                    | Wohnhaus                  |
| Mühlenstraße 18 (Karte) | Wohnhaus                                      | | 094 70665          | Baudenkmal                    | Wohnhaus                  |
| Mühlenstraße 47 (Karte) | Wohn- und Geschäftshaus                       | | 094 70666          | Baudenkmal                    | Wohn- und Geschäftshaus   |
| Mühlenstraße 52–53 (Karte) | Villa                                         | | 094 70667          | Baudenkmal                    | Villa                     |
| Neustädter Platz 6 (Karte) | Wohnhaus                                      | | 094 70644          | Baudenkmal                    | Wohnhaus                  |
| Neustädter Platz 15 | Ackerbürgerhof                                | vermutlich nicht mehr existent | 094 70668          | Baudenkmal                    |                           |
| Neustädter Platz 17 (Karte) | Ackerbürgerhaus                               | | 094 71184          | Baudenkmal                    | Ackerbürgerhaus           |
| Neustädter Straße 13 (Karte) | Wohnhaus                                      | | 094 70682          | Baudenkmal                    | Wohnhaus                  |
| Neustädter Straße 14 (Karte) | Wohnhaus                                      | | 094 70681          | Baudenkmal                    | Wohnhaus                  |
| Neustädter Straße 15 | Wohn- und Geschäftshaus                       | | 094 70680          | Baudenkmal                    |                           |
| Oelmühlenstraße | Gartenhaus                                    | | 094 10527          | Baudenkmal                    |                           |
| Oelmühlenstraße 14 (Karte) | Mühle                                         | | 094 70670          | Baudenkmal                    | Mühle                     |
| Platz der Opfer des Faschismus (Karte) | Denkmal                                       | | 094 70315          | Baudenkmal                    | Denkmal                   |
| Ratswall (Karte) | Badeanstalt                                   | | 094 70672          | Baudenkmal                    | BW                        |
| Ritterstraße Ecke Schloßstraße (Karte) | Pavillon                                      | | 094 70448          | Baudenkmal                    | Pavillon                  |
| Ritterstraße 1 (Karte) | Wohn- und Geschäftshaus                       | | 094 70673          | Baudenkmal                    | Wohn- und Geschäftshaus   |
| Schalaunische Straße 3 (Karte) | Wohn- und Geschäftshaus                       | | 094 17538          | Baudenkmal                    | Wohn- und Geschäftshaus   |
| Schalaunische Straße 4 (Karte) | Wohn- und Geschäftshaus                       | Wohn- und Geschäftshaus | 094 71696          | Baudenkmal                    | Wohn- und Geschäftshaus   |
| Schalaunische Straße 11 (Karte) | Wohn- und Geschäftshaus                       | | 094 70627          | Baudenkmal                    | Wohn- und Geschäftshaus   |
| Schalaunische Straße 15 (Karte) | Wohn- und Geschäftshaus                       | | 094 70626          | Baudenkmal                    | Weitere Bilder            |
| Schalaunische Straße 16 (Karte) | Wohn- und Geschäftshaus                       | | 094 70675          | Baudenkmal                    | Wohn- und Geschäftshaus   |
| Schalaunische Straße 19, 19a (Karte) | Hotel                                         | Hotel Schwarzer Bär | 094 10533          | Baudenkmal                    | Weitere Bilder            |
| Schalaunische Straße 20, 20a (Karte) | Wohn- und Geschäftshaus                       | | 094 10545          | Baudenkmal                    | Weitere Bilder            |
| Schalaunische Straße 22, 23 (Karte) | Wohn- und Geschäftshaus                       | | 094 71183          | Baudenkmal                    | Wohn- und Geschäftshaus   |
| Schalaunische Straße 26 (Karte) | Wohn- und Geschäftshaus                       | | 094 70624          | Baudenkmal                    | Wohn- und Geschäftshaus   |
| Schalaunische Straße 27 (Karte) | Wohn- und Geschäftshaus                       | | 094 70625          | Baudenkmal                    | Wohn- und Geschäftshaus   |
| Schalaunische Straße 28 (Karte) | Warenhaus                                     | | 094 70676          | Baudenkmal                    | Warenhaus                 |
| Schalaunische Straße 31 (Karte) | Wohn- und Geschäftshaus                       | | 094 70495          | Baudenkmal                    | Wohn- und Geschäftshaus   |
| Schalaunische Straße 34 im Garten (Karte) | Gartenhaus                                    | | 094 70948          | Baudenkmal                    | BW                        |
| Schalaunische Straße 35 (Karte) | Wohn- und Geschäftshaus                       | | 094 10530          | Baudenkmal                    | Wohn- und Geschäftshaus   |
| Schalaunische Straße 40 (Karte) | Wohn- und Geschäftshaus                       | | 094 09960          | Baudenkmal                    | Wohn- und Geschäftshaus   |
| Schalaunische Straße 41 (Karte) | Wohn- und Geschäftshaus                       | | 094 70628          | Baudenkmal                    | Wohn- und Geschäftshaus   |
| Schalaunische Straße 42 (Karte) | Wohn- und Geschäftshaus                       | | 094 17535          | Baudenkmal                    | Weitere Bilder            |
| Schillerstraße 2 (Karte) | Wohnhaus                                      | | 094 70643          | Baudenkmal                    | Wohnhaus                  |
| Schillerstraße 3 (Karte) | Wohnhaus                                      | | 094 70642          | Baudenkmal                    | Wohnhaus                  |
| Schillerstraße 5 (Karte) | Wohnhaus                                      | | 094 70641          | Baudenkmal                    | Wohnhaus                  |
| Schillerstraße 20 (Karte) | Wohnhaus                                      | | 094 70684          | Baudenkmal                    | Wohnhaus                  |
| Schillerstraße 6, 7, 8 (Karte) | Häuserzeile                                   | | 094 70640          | Denkmalbereich                | Häuserzeile               |
| Schlossplatz, vor dem Prinzessinhaus rechts von der Einfahrt zum Schloss (Karte) | Transformatorenstation                        | | 094 71228          | Baudenkmal                    | Transformatorenstation    |
| Schlossplatz 1, 2, 3, 4, 5 (Karte) | Platz                                         | Denkmalbereich Schlossplatz Köthen | 094 09864          | Denkmalbereich                | Weitere Bilder            |
| Schlosspark (Karte) | Denkmal                                       | Johann-Friedrich-Naumann-Denkmal | 094 70831          | Baudenkmal                    | Denkmal                   |
| Schlossplatz in der Mitte des Platzes (Karte) | Denkmal                                       | Denkmal für Ludwig, Fürst von Anhalt-Cöthen | 094 70327          | Baudenkmal                    | Weitere Bilder            |
| Schlossplatz 2 (Karte) | Wohnhaus                                      | | 094 09962          | Baudenkmal                    | Wohnhaus                  |
| Schlossplatz 3, neben dem Schloss (Schlossplatz 4) (Karte) | Wohnhaus                                      | | 094 09963          | Baudenkmal                    | Wohnhaus                  |
| Schlossplatz 4 (Karte) | Schloss                                       | | 094 09384          | Baudenkmal                    | Weitere Bilder            |
| Schlossplatz 4 (Karte) | Sammlung                                      | Sammlung, 2018 als Bewegliches Denkmal ausgewiesen | 094 71703          | Bewegliches Denkmal/Inventar  | BW                        |
| Schlossplatz 5 (Karte) | Wohnhaus                                      | Prinzessinhaus | 094 09987          | Baudenkmal                    | Weitere Bilder            |
| Schloßstraße 12 (Karte) | Wohnhaus                                      | | 094 70487          | Baudenkmal                    | Wohnhaus                  |
| Schloßstraße 15 (Karte) | Ackerbürgerhaus                               | | 094 17905          | Baudenkmal                    | Ackerbürgerhaus           |
| Schulstraße, Wallstraße (Karte) | Stadtmauer                                    | Stadtmauer im Bereich der Gartengrundstücke zwischen Wall- und Magdeburger Straße, 2018 als Baudenkmal ausgewiesen | 094 71706          | Baudenkmal                    | BW                        |
| Schulstraße 1, 2, 3, 4, 5, 6, 7, 8, 9, 10, 11, 12, 13, 14, 15, 16, 17, 18, 19, 20, 21, 22, 22a, 23, 24 (Karte) | Straßenzug                                    | | 094 70936          | Denkmalbereich                | Straßenzug                |
| Schulstraße 12, 13, Wallstraße 15, 16, 17-18, 19, 20, 21, 22, 23, 24, 25, 26, 27, 27a, 28, 29, 30, 31, 31a–33, 34, 35, 35a, 36, 37, 38, 39, 40, 41a, 41b, 42, 43-44, 45, 46, 47, 48, 49, 50, 51, 52, 53, 54, 55, 56, 57, 58, 59, 60, 61, 62, 63, 64, 65, 66, 67, 68, 69 (Karte) | Straßenzug                                    | | 094 09878          | Denkmalbereich                | Straßenzug                |
| Springstraße (Karte) | Straßenzug                                    | | 094 09865          | Denkmalbereich                | Straßenzug                |
| Springstraße Ecke Theaterstraße (Karte) | Denkmal                                       | Denkmal für Arthur Lutze und Samuel Hahnemann | 094 70499          | Baudenkmal                    | Weitere Bilder            |
| Springstraße (Karte) | katholische Pfarrkirche St. Mariä Himmelfahrt | | 094 17520          | Baudenkmal                    | Weitere Bilder            |
| Springstraße 7 (Karte) | Wohnhaus                                      | | 094 09971          | Baudenkmal                    | Wohnhaus                  |
| Springstraße 11 (Karte) | Wohnhaus                                      | | 094 09972          | Baudenkmal                    | Wohnhaus                  |
| Springstraße 14 (Karte) | Wohnhaus                                      | | 094 09973          | Baudenkmal                    | Wohnhaus                  |
| Springstraße 28 (Karte) | Heilanstalt                                   | Ehemalige Lutzeklinik, erbaut 1854/55 von Arthur Lutze als homöopathische Klinik | 094 70494          | Baudenkmal                    | Weitere Bilder            |
| Springstraße 29 (Karte) | Wohnhaus                                      | | 094 70498          | Baudenkmal                    | Wohnhaus                  |
| Springstraße 29a (Karte) | Friedenssäule                                 | Kriegerdenkmal, im Kirchgarten der Pfarrei St. Maria |                    | Baudenkmal                    | Friedenssäule             |
| Springstraße 34 (Karte) | Wohnhaus                                      | | 094 09975          | Baudenkmal                    | Wohnhaus                  |
| Springstraße 44 (Karte) | Wohnhaus                                      | | 094 70510          | Baudenkmal                    | Wohnhaus                  |
| Stadtbefestigung | Stadtbefestigung                              | | 094 17518          | Baudenkmal                    |                           |
| Stadtsilhouette | Stadtsilhouette                               | | 094 70901          | Denkmalbereich                |                           |
| Stiftstraße 4 (Karte) | Wohnhaus                                      | | 094 17526          | Baudenkmal                    | BW                        |
| Stiftstraße 5 (Karte) | Wohn- und Geschäftshaus                       | | 094 17527          | Baudenkmal                    | BW                        |
| Stiftstraße 6 (Karte) | Wohnhaus                                      | Kleines Schloss | 094 17528          | Baudenkmal                    | Wohnhaus                  |
| Stiftstraße 7 (Karte) | Brauerei                                      | | 094 70937          | Baudenkmal                    | Brauerei                  |
| Stiftstraße 7 (Karte) | Wohnhaus                                      | | 094 17519          | Baudenkmal                    | Wohnhaus                  |
| Stiftstraße 10 (Karte) | Stift                                         | Gisela-Agnes-Stift | 094 17530          | Baudenkmal                    | Weitere Bilder            |
| Stiftstraße 11 (Karte) | evang. St.-Agnus-Kirche                       | | 094 17531          | Baudenkmal                    | Weitere Bilder            |
| Stiftstraße 11 (Karte) | Pfarrhaus                                     | | 094 71157          | Baudenkmal                    | Pfarrhaus                 |
| Stiftstraße 12 (Karte) | Schule                                        | | 094 17532          | Baudenkmal                    | Schule                    |
| Stiftstraße 12a (Karte) | Aula                                          | Aula des Lyzeums | 094 17533          | Baudenkmal                    | BW                        |
| Stiftstraße 4, 5, 6, 6a, 7, 9, 10, 11 (Karte) | Straßenzug                                    | | 094 17522          | Denkmalbereich                | Weitere Bilder            |
| Stiftstraße 6a (Karte) | Wohn- und Geschäftshaus                       | | 094 17529          | Baudenkmal                    | Wohn- und Geschäftshaus   |
| Theaterstraße 11, 11a (Karte) | Gärtnerei                                     | | 094 71199          | Baudenkmal                    | Gärtnerei                 |
| Theaterstraße 12 (Karte) | Ausstellungsgebäude                           | | 094 70828          | Baudenkmal                    | Ausstellungsgebäude       |
| Theaterstraße 4a, 5, 5a, 5b, 6, 6a, 7, 8, 9, 10, 11, 12 (Karte) | Straßenzeile                                  | | 094 70365          | Denkmalbereich                | Straßenzeile              |
| Trautmannstraße (Karte) | Friedhof                                      | Jüdische Friedhöfe in Köthen#Alter Friedhof / Geschichte | 094 16001          | Baudenkmal                    | Friedhof                  |
| Wallstraße 15 (Karte) | Wohn- und Geschäftshaus                       | | 094 70713          | Baudenkmal                    | Wohn- und Geschäftshaus   |
| Wallstraße 21 (Karte) | Wohnhaus                                      | | 094 70610          | Baudenkmal                    | Wohnhaus                  |
| Wallstraße 22 (Karte) | Wohnhaus                                      | | 094 70609          | Baudenkmal                    | Wohnhaus                  |
| Wallstraße 24 (Karte) | Wohnhaus                                      | | 094 70607          | Baudenkmal                    | Wohnhaus                  |
| Wallstraße 25/26 (Karte) | Wohnhaus                                      | Zweites Bachhaus | 094 09978          | Baudenkmal                    | Weitere Bilder            |
| Wallstraße 27 (Karte) | Wohnhaus                                      | | 094 09976          | Baudenkmal                    | Wohnhaus                  |
| Wallstraße 27a (Karte) | Wohnhaus                                      | | 094 70685          | Baudenkmal                    | Wohnhaus                  |
| Wallstraße 28 (Karte) | Wohnhaus                                      | | 094 70606          | Baudenkmal                    | Wohnhaus                  |
| Wallstraße 29 (Karte) | Wohnhaus                                      | | 094 70605          | Baudenkmal                    | Wohnhaus                  |
| Wallstraße 30 (Karte) | Schule                                        | Dreigeschossiger Ziegelbau mit palazzoartigem Charakter, gotisierenden Spitzbogenfenstern und flachem Dach, 1885 als Bürger-Mädchenschule erbaut, dann Bachschule, heute Haus 2 des Ludwigsgymnasiums | 094 10553          | Baudenkmal                    | Schule                    |
| Wallstraße 31 (Karte) | Palais                                        | Sogen. Neues Schloss, zweigeschossiger Barockbau aus dem 18. Jh. mit Ädikulaportal und Freitreppe, Sprenggiebel und ionischen Säulen, diente als Witwensitz der Köthener Fürstenwitwen und adliges Fräuleinstift (Augustenstiftung), heute Haus 3 des Ludwigsgymnasiums                                                            | 094 09979          | Baudenkmal                    | Palais                    |
| Wallstraße 31a–33 | Schule                                        | Haus 1 des Ludwigsgymnasiums | 094 71508          | Baudenkmal                    | Schule                    |
| Wallstraße 34 (Karte) | Wohnhaus                                      | | 094 70649          | Baudenkmal                    | Wohnhaus                  |
| Wallstraße 36 (Karte) | Wohnhaus                                      | | 094 70648          | Baudenkmal                    | Wohnhaus                  |
| Wallstraße 43, 44 (Karte) | Wohnhaus                                      | | 094 10555          | Baudenkmal                    | Wohnhaus                  |
| Wallstraße 47 (Karte) | Wohnhaus                                      | | 094 70647          | Baudenkmal                    | Weitere Bilder            |
| Wallstraße 48 (Karte) | Hospital                                      | | 094 09981          | Baudenkmal                    | Weitere Bilder            |
| Wallstraße 49 (Karte) | Wohnhaus                                      | | 094 70646          | Baudenkmal                    | Wohnhaus                  |
| Wallstraße 56 (Karte) | Wohnhaus                                      | | 094 71512          | Baudenkmal                    | Wohnhaus                  |
| Wallstraße 57 (Karte) | Wohnhaus                                      | | 094 10558          | Baudenkmal                    | Wohnhaus                  |
| Wallstraße 64 (Karte) | Wohnhaus                                      | | 094 71506          | Baudenkmal                    | Wohnhaus                  |
| Weintraubenstraße 15 (Karte) | Hotel                                         | Rumpfs Hotel | 094 10560          | Baudenkmal                    | Hotel                     |
| Weintraubenstraße 26 (Karte) | Wohn- und Geschäftshaus                       | | 094 70689          | Baudenkmal                    | Wohn- und Geschäftshaus   |
| Weintraubenstraße 28 (Karte) | Wohnhaus                                      | | 094 10561          | Baudenkmal                    | Wohnhaus                  |

### Arensdorf
| Lage                        | Bezeichnung    | Beschreibung | Erfassungs- nummer | Ausweisungsart | Bild           |
| --------------------------- | -------------- | ------------ | ------------------ | -------------- | -------------- |
| Dorfstraße am Teich (Karte) | Gedenkstein    |              | 094 70616          | Baudenkmal     | Weitere Bilder |
| Dorfstraße am Teich (Karte) | Kriegerdenkmal |              | 094 70617          | Baudenkmal     | Weitere Bilder |
| Pappelplatz 7 (Karte)       | Gutshaus       |              | 094 70618          | Baudenkmal     | Gutshaus       |

### Baasdorf
| Lage                        | Bezeichnung             | Beschreibung | Erfassungs- nummer | Ausweisungsart | Bild                    |
| --------------------------- | ----------------------- | ------------ | ------------------ | -------------- | ----------------------- |
| auf dem Friedhof (Karte)    | Feierhalle              |              | 094 71189          | Baudenkmal     | Weitere Bilder          |
| auf dem Kirchhof (Karte)    | Kriegerdenkmal Baasdorf |              | 094 70889          | Baudenkmal     | Kriegerdenkmal Baasdorf |
| Dorfstraße (Karte)          | Dorfkirche Baasdorf     |              | 094 10048          | Baudenkmal     | Weitere Bilder          |
| Karl-Marx-Straße 22 (Karte) | Schule                  |              | 094 09888          | Baudenkmal     | Weitere Bilder          |

### Dohndorf
| Lage | Bezeichnung    | Beschreibung                                                                                      | Erfassungs- nummer | Ausweisungsart | Bild         |
| --- | -------------- | ------------------------------------------------------------------------------------------------- | ------------------ | -------------- | ------------ |
| an der Straße von Gerlebogk nach Köthen, 200 m östlich der Kreuzung mit der Straße Cörmigk/Gröbzig (Karte) | Distanzstein   |                                                                                                   | 094 06136          | Baudenkmal     | Distanzstein |
| Friedhof in der 7. Reihe (Karte)                                                                           | Grab           |                                                                                                   | 094 09368          | Baudenkmal     | BW           |
| Kirchgasse (Karte)                                                                                         | Kirche         |                                                                                                   | 094 10051          | Baudenkmal     | Kirche       |
| Kirchgasse an der Kirche (Karte)                                                                           | Kriegerdenkmal |                                                                                                   | 094 70250          | Baudenkmal     | BW           |
| Schulplatz (Karte)                                                                                         | Gedenkstein    | Denkmal für die Befreiungskriege und die Völkerschlacht vor dem alten Schulgebäude (Dorfstraße 7) | 094 70854          | Baudenkmal     | BW           |
| Wörbziger Weg 8 (Karte)                                                                                    | Wohnhaus       |                                                                                                   | 094 70252          | Baudenkmal     | BW           |

### Elsdorf
| Lage                             | Bezeichnung    | Beschreibung | Erfassungs- nummer | Ausweisungsart | Bild |
| -------------------------------- | -------------- | ------------ | ------------------ | -------------- | ---- |
| Dorfplatz (Karte)                | Gedenkstein    |              | 094 70856          | Baudenkmal     | BW   |
| Dorfplatz (Karte)                | Kirche         |              | 094 70440          | Baudenkmal     | BW   |
| Dorfplatz vor der Kirche (Karte) | Kriegerdenkmal |              | 094 70855          | Baudenkmal     | BW   |

### Gahrendorf
| Lage                                     | Bezeichnung | Beschreibung | Erfassungs- nummer | Ausweisungsart | Bild |
| ---------------------------------------- | ----------- | ------------ | ------------------ | -------------- | ---- |
| Dorfstraße am südlichen Ortsrand (Karte) | Stall       |              | 094 70878          | Baudenkmal     | BW   |

### Geuz
| Lage                                                    | Bezeichnung | Beschreibung | Erfassungs- nummer | Ausweisungsart | Bild     |
| ------------------------------------------------------- | ----------- | ------------ | ------------------ | -------------- | -------- |
| auf dem Schloßareal                                     | Toranlage   |              | 094 70943          | Baudenkmal     |          |
| Geuzer Straße am Spritzenhaus vor dem Dorfteich (Karte) | Gedenkstein |              | 094 70858          | Baudenkmal     | BW       |
| Geuzer Straße 19 (Karte)                                | Wohnhaus    |              | 094 09947          | Baudenkmal     | BW       |
| Geuzer Straße 35 (Karte)                                | Wohnhaus    |              | 094 70645          | Baudenkmal     | Wohnhaus |

### Großwülknitz
| Lage                                               | Bezeichnung    | Beschreibung                                 | Erfassungs- nummer | Ausweisungsart | Bild           |
| -------------------------------------------------- | -------------- | -------------------------------------------- | ------------------ | -------------- | -------------- |
| An der Kirche (Karte)                              | Kirche         |                                              | 094 70834          | Baudenkmal     | Weitere Bilder |
| An der Kirche auf dem Kirchhof (Karte)             | Kriegerdenkmal |                                              | 094 70835          | Baudenkmal     | BW             |
| Hallesche Straße am Ortsausgang nach Halle (Karte) | Denkmal        |                                              | 094 70924          | Baudenkmal     | Denkmal        |
| Kirchgasse (Karte)                                 | Taufstein      | Taufstein, 2018 als Kleindenkmal ausgewiesen | 094 71705          | Kleindenkmal   | BW             |

### Hohsdorf
| Lage                           | Bezeichnung | Beschreibung | Erfassungs- nummer | Ausweisungsart | Bild        |
| ------------------------------ | ----------- | ------------ | ------------------ | -------------- | ----------- |
| Straße des 7. Oktobers (Karte) | Gedenkstein |              | 094 70742          | Baudenkmal     | Gedenkstein |

### Kleinwülknitz
| Lage                                         | Bezeichnung    | Beschreibung | Erfassungs- nummer | Ausweisungsart | Bild           |
| -------------------------------------------- | -------------- | ------------ | ------------------ | -------------- | -------------- |
| Hauptstraße (Karte)                          | Kirche         |              | 094 70836          | Baudenkmal     | Weitere Bilder |
| Hauptstraße (Karte)                          | Kriegerdenkmal |              | 094 70837          | Baudenkmal     | Kriegerdenkmal |
| Hauptstraße 22 östlich des Gutshofes (Karte) | Mäuseturm      |              | 094 70927          | Baudenkmal     | Mäuseturm      |

### Klepzig
| Lage                  | Bezeichnung | Beschreibung | Erfassungs- nummer | Ausweisungsart | Bild |
| --------------------- | ----------- | ------------ | ------------------ | -------------- | ---- |
| Ackerstraße 1 (Karte) | Wohnhaus    |              | 094 70935          | Baudenkmal     | BW   |

### Löbnitz an der Linde
| Lage                            | Bezeichnung    | Beschreibung                                      | Erfassungs- nummer | Ausweisungsart | Bild |
| ------------------------------- | -------------- | ------------------------------------------------- | ------------------ | -------------- | ---- |
| Dorfstraße (Karte)              | Kirche         |                                                   | 094 70700          | Baudenkmal     | BW   |
| Dorfstraße am Dorfteich (Karte) | Kriegerdenkmal | Denkmal für die Gefallenen des Ersten Weltkrieges | 094 70825          | Baudenkmal     | BW   |

### Merzien
| Lage                                                | Bezeichnung    | Beschreibung                                    | Erfassungs- nummer | Ausweisungsart | Bild           |
| --------------------------------------------------- | -------------- | ----------------------------------------------- | ------------------ | -------------- | -------------- |
| (Karte)                                             | Wegweiser      | Wegweiser, 2018 als Kleindenkmal ausgewiesen    | 094 71708          | Kleindenkmal   | Wegweiser      |
| (Karte)                                             | Distanzstein   | Distanzstein, 2018 als Kleindenkmal ausgewiesen | 094 71707          | Kleindenkmal   | BW             |
| Mühlweg südlich der Ortslage (Karte)                | Mühle          |                                                 | 094 70922          | Baudenkmal     | Mühle          |
| Mühlweg 1 südlich der Ortslage (Karte)              | Mühle          |                                                 | 094 70915          | Baudenkmal     | Mühle          |
| Straße der Thälmann-Pioniere (Karte)                | Kirche         |                                                 | 094 70690          | Baudenkmal     | Weitere Bilder |
| Straße der Thälmann-Pioniere vor der Kirche (Karte) | Kriegerdenkmal |                                                 | 094 70691          | Baudenkmal     | Weitere Bilder |

### Porst
| Lage                                                                                    | Bezeichnung  | Beschreibung | Erfassungs- nummer | Ausweisungsart | Bild         |
| --------------------------------------------------------------------------------------- | ------------ | ------------ | ------------------ | -------------- | ------------ |
| B 185 300 m westlich vom Ortsausgang in Richtung Köthen, nördliche Straßenseite (Karte) | Distanzstein |              | 094 70913          | Baudenkmal     | Distanzstein |
| Dessauer Straße 39 (Karte)                                                              | Chausseehaus |              | 094 09854          | Baudenkmal     | Chausseehaus |
| Dorfstraße vor Haus Nr. 32 (Karte)                                                      | Gedenkstein  |              | 094 70697          | Baudenkmal     | Gedenkstein  |
| Dorfstraße 6 (Karte)                                                                    | Wohnhof      |              | 094 70695          | Baudenkmal     | BW           |
| Dorfstraße 33 (Karte)                                                                   | Wohnhof      |              | 094 70696          | Baudenkmal     | BW           |
| Dorfstraße 34 (Karte)                                                                   | Wohnhaus     |              | 094 70694          | Baudenkmal     | BW           |

### Zehringen
| Lage                                                       | Bezeichnung    | Beschreibung | Erfassungs- nummer | Ausweisungsart | Bild           |
| ---------------------------------------------------------- | -------------- | ------------ | ------------------ | -------------- | -------------- |
| Lindenstraße 13 (Karte)                                    | Gutshof        |              | 094 70766          | Baudenkmal     | BW             |
| Lindenstraße 13 (Karte)                                    | Kirche         |              | 094 70767          | Baudenkmal     | Weitere Bilder |
| Lindenstraße 13 an der Südwand des Kirchenschiffes (Karte) | Kriegerdenkmal |              | 094 70768          | Baudenkmal     | BW             |
| Lindenstraße 13 auf dem Hof des ehemaligen Gutes (Karte)   | Taubenturm     |              | 094 70245          | Baudenkmal     | BW             |

## Ehemalige Denkmale
Die nachfolgenden Objekte waren ursprünglich ebenfalls denkmalgeschützt oder wurden in der Literatur als Kulturdenkmale geführt. Die Denkmale bestehen heute jedoch nicht mehr, ihre Unterschutzstellung wurde aufgehoben oder sie werden nicht mehr als Denkmale betrachtet.

### Baasdorf
| Lage                            | Bezeichnung | Beschreibung                                                                | Erfassungs- nummer | Ausweisungsart | Bild |
| ------------------------------- | ----------- | --------------------------------------------------------------------------- | ------------------ | -------------- | ---- |
| Rosa-Luxemburg-Straße 7 (Karte) | Wohnhaus    | Wohnhaus, nach Abbruch im Jahr 2019 aus dem Denkmalverzeichnis ausgetragen. | 094 18094          | Baudenkmal     | BW   |

### Elsdorf
| Lage                    | Bezeichnung    | Beschreibung                                                                      | Erfassungs- nummer | Ausweisungsart | Bild |
| ----------------------- | -------------- | --------------------------------------------------------------------------------- | ------------------ | -------------- | ---- |
| Breite Straße 5 (Karte) | Gastwirtschaft | Gastwirtschaft, nach Abbruch im Jahr 2019 aus dem Denkmalverzeichnis ausgetragen. | 094 70441          | Baudenkmal     | BW   |

### Köthen (Anhalt)
| Lage                          | Bezeichnung                        | Beschreibung | Erfassungs- nummer | Ausweisungsart | Bild |
| ----------------------------- | ---------------------------------- | --- | ------------------ | -------------- | ---- |
| Andreas-Hofer-Platz 7 (Karte) | Fliegertechnische Vorschule Köthen | Schule Fliegertechnische Vorschule: erbaut 1936 bis 1937 – abgerissen 2011 – Areal seitdem neu bebaut, bis 2020 aus dem Denkmalverzeichnis ausgetragen | 094 15953          | Baudenkmal     | BW   |
| Burgstraße 15/16 (Karte)      | Synagoge Köthen                    | Synagoge jüdische Synagoge, 1890–1891, 1938 während der Reichspogromnacht zerstört                                                                     |                    | Baudenkmal     | BW   |
| Ritterstraße 19 (Karte)       | Wohnhaus Ritterstraße 19           | Wohnhaus Bis 2020 aus dem Denkmalverzeichnis ausgetragen.                                                                                              | 094 70449          | Baudenkmal     | BW   |
| Wallstraße 65 (Karte)         | Wohnhaus Wallstraße 65             | Wohnhaus 2021 im Denkmalverzeichnis gestrichen, wobei das Objekt als Denkmalbereich angegeben wurde.                                                   | 094 70686          | Baudenkmal     | BW   |
| Wallstraße 66 (Karte)         | Wohnhaus Wallstraße 66             | Wohnhaus 2021 im Denkmalverzeichnis gestrichen, wobei das Objekt als Denkmalbereich angegeben wurde.                                                   | 094 09984          | Baudenkmal     | BW   |
| Wallstraße 67 (Karte)         | Wohnhaus Wallstraße 67             | Wohnhaus 2021 im Denkmalverzeichnis gestrichen, wobei das Objekt als Denkmalbereich angegeben wurde.                                                   | 094 71489          | Baudenkmal     | BW   |

### Löbnitz an der Linde
| Lage                              | Bezeichnung | Beschreibung                                                                                             | Erfassungs- nummer | Ausweisungsart | Bild |
| --------------------------------- | ----------- | --- | ------------------ | -------------- | ---- |
| Dorfstraße südlich vor der Kirche | Stall       | Im Jahr 2018 wurde der Stall nach einer ungenehmigten Zerstörung aus dem Denkmalverzeichnis ausgetragen. | 094 70824          | Baudenkmal     |      |

### Porst
| Lage                | Bezeichnung | Beschreibung | Erfassungs- nummer | Ausweisungsart | Bild |
| ------------------- | ----------- | --- | ------------------ | -------------- | ---- |
| Am Anger 17 (Karte) | Bauernhof   | kleiner Zweiseitenhof, nach Abbruch der Scheune im Jahr 2013 ging der Denkmalwert verloren, 2017 aus dem Denkmalverzeichnis ausgetragen | 094 70692          | Baudenkmal     | BW   |

## Legende
In den Spalten befinden sich folgende Informationen:
- Lage: Nennt den Straßennamen und wenn vorhanden die Hausnummer des Kulturdenkmals. Die Grundsortierung der Liste erfolgt nach dieser Adresse. Der Link „Karte“ führt zu verschiedenen Kartendarstellungen und nennt die geographischen Koordinaten.
Link zu einem Kartenansichtstool, um Koordinaten zu setzen. In der Kartenansicht sind Baudenkmale ohne Koordinaten mit einem roten bzw. orangen Marker dargestellt und können in der Karte gesetzt werden. Baudenkmale ohne Bild sind mit einem blauen bzw. roten Marker gekennzeichnet, Baudenkmale mit Bild mit einem grünen bzw. orangen Marker.
- Offizielle Bezeichnung: Nennt den Namen, die Bezeichnung oder zumindest die Art des Kulturdenkmals und verlinkt, soweit vorhanden, auf den Artikel zum Objekt.
- Beschreibung: Nennt bauliche und geschichtliche Einzelheiten des Kulturdenkmals, vorzugsweise die Denkmaleigenschaften.
- Erfassungsnummer: Für jedes Kulturdenkmal wird in Sachsen-Anhalt eine 20stellige Erfassungsnummer vergeben. Die letzten zwölf Ziffern werden für die Untergliederung nach Teilobjekten genutzt und werden nur angegeben, soweit vergeben. In dieser Spalte kann sich folgendes Icon  befinden, dies führt zu Angaben zu diesem Baudenkmal bei Wikidata.
- Ausweisungsart: Die Einordnung des Denkmales nach § 2 Abs. 2 DenkmSchG LSA
- Bild: Ein Bild des Denkmales, und gegebenenfalls einen Link zu weiteren Fotos des Kulturdenkmals im Medienarchiv Wikimedia Commons. Wenn man auf das Kamerasymbol klickt, können Fotos zu Kulturdenkmalen aus dieser Liste hochgeladen werden: